# Virgil Ghiță
Virgil Eugen Ghiță (ur. 4 czerwca 1998 w Piteștim) – rumuński piłkarz występujący na pozycji środkowego obrońcy niemieckim klubie Hannover 96 . Wychowanek LPS Pitești, Argeșu Pitești i Akademii Gheorghe’a Hagiego. W swojej karierze grał także w Viitorulu Konstanca, a następnie w Farulu Konstanca, po fuzji tychże, oraz  Cracovii. Od 2022 roku reprezentant Rumunii.